# Salomon Henrix
Salomon Henrix, né en 1566 à Zierikzee et mort après 1650 à Amsterdam, est un maître écrivain.

## Biographie
De Zierikzee en Zélande, il passe à Amsterdam et s’y fait enregistrer comme bourgeois en 1590. Il y devient officier municipal (stadssecretaris) à partir de 1594 et y travaille jusqu’en 1650 comme maître écrivain. Il rédigea un testament en 1643 (Amsterdam, Archives municipales), qui témoigne qu'il avait gardé toute sa main malgré un âge avancé (77 ans). Il reçut le second prix au Prix de la Plume couronnée à Rotterdam en 1620.

## Œuvres

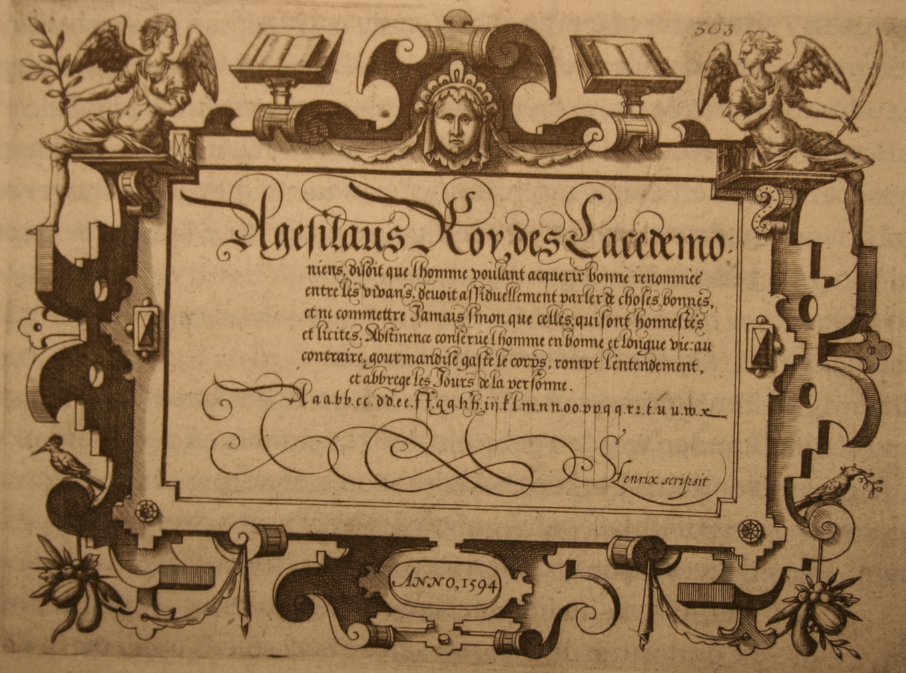
Un exemple de Salomon Henrix (1594).

- Quatre exemples gravés inclus dans le Theatrum artis scribendi de Jodocus Hondius (1594).
- Quelques exemples manuscrits conservés à La Haye, KB. Entre autres, une inscription sur l'album de David Mostart (ca. 1554-1615), professeur et notaire (numérisée par Den Haag KB).